# George Dandin
George Dandin sau Soțul zăpăcit (în franceză George Dandin ou le Mari confondu) este o comédie-ballet de Molière cu muzica compusă de Jean-Baptiste Lully.  A avut premiera la 18 iulie 1668 la Palace de Versailles când a fost văzută de Ludovic al XIV-lea și a fost prezentată publicului larg începând cu 9 noiembrie 1668 la Théâtre du Palais-Royal. Piesa a fost puțin apreciată la premiera sa.

## Prezentare
George Dandin este un țăran îmbogățit. În schimbul averii sale, primește de la domnul și doamna de Sotenville un titlu de noblețe (domnul de Dandinière) precum și mâna fiicei acestora, Angelica. Dar, tânăra sa soție nu și-a dorit niciodată această unire. Angelica și Clitandre au o relație sentimentală, iar George Dandin încearcă în zadar să dovedească acest lucru în fața socrilor săi pentru a scăpa de această căsătorie. 

## Personaje
- George Dandin, soțul Angelicăi
- Angélique, soția lui Georges Dandin
- Monsieur de Sotenville, tatăl Angelicăi
- Madame de Sotenville, soția domnului de Sotenville
- Clitandre, îndrăgostit de Angelica, un domn libertin de la Curte
- Claudine, servitoarea Angelicăi
- Lubin, servitorul lui Clitander, îndrăgostit de Claudine
- Colin, servitorul lui Dandin

## Teatru radiofonic
- 1973 - adaptare de Radu Popescu, regia artistică Titel Constantinescu. Cu actorii Victor Ștrengaru ca George Dandin, Ștefan Mihăilescu Brăila ca domnul de Sotenville, Mihaela Dumbravă, Irina Mazanitis, Ioana Casetti, Ștefan Velniciuc, Lucian Muscurel.[2]